# Rhizanthes
Genre
Rhizanthes est un genre de plante de la famille des Rafflesiaceae.

## Liste des espèces
Selon GBIF (18 mai 2025) :
- Rhizanthes deceptor Bänziger & B.Hansen
- Rhizanthes infanticida Bänziger & B.Hansen
- Rhizanthes lowii (Becc.) Harms
- Rhizanthes zippelii (Blume) Spach